# Sceloporus druckercolini
Sceloporus druckercolini là một loài thằn lằn trong họ Phrynosomatidae. Loài này được Perez-Ramos & Saldana De La Riva mô tả khoa học đầu tiên năm 2008. Chúng được đặt tên theo nhà sinh học người Mexico René Raúl Drucker-Colín